# Poli Genova
Poli Genova (Szófia 1987. február 10. — ), bolgár énekesnő.

## Élete

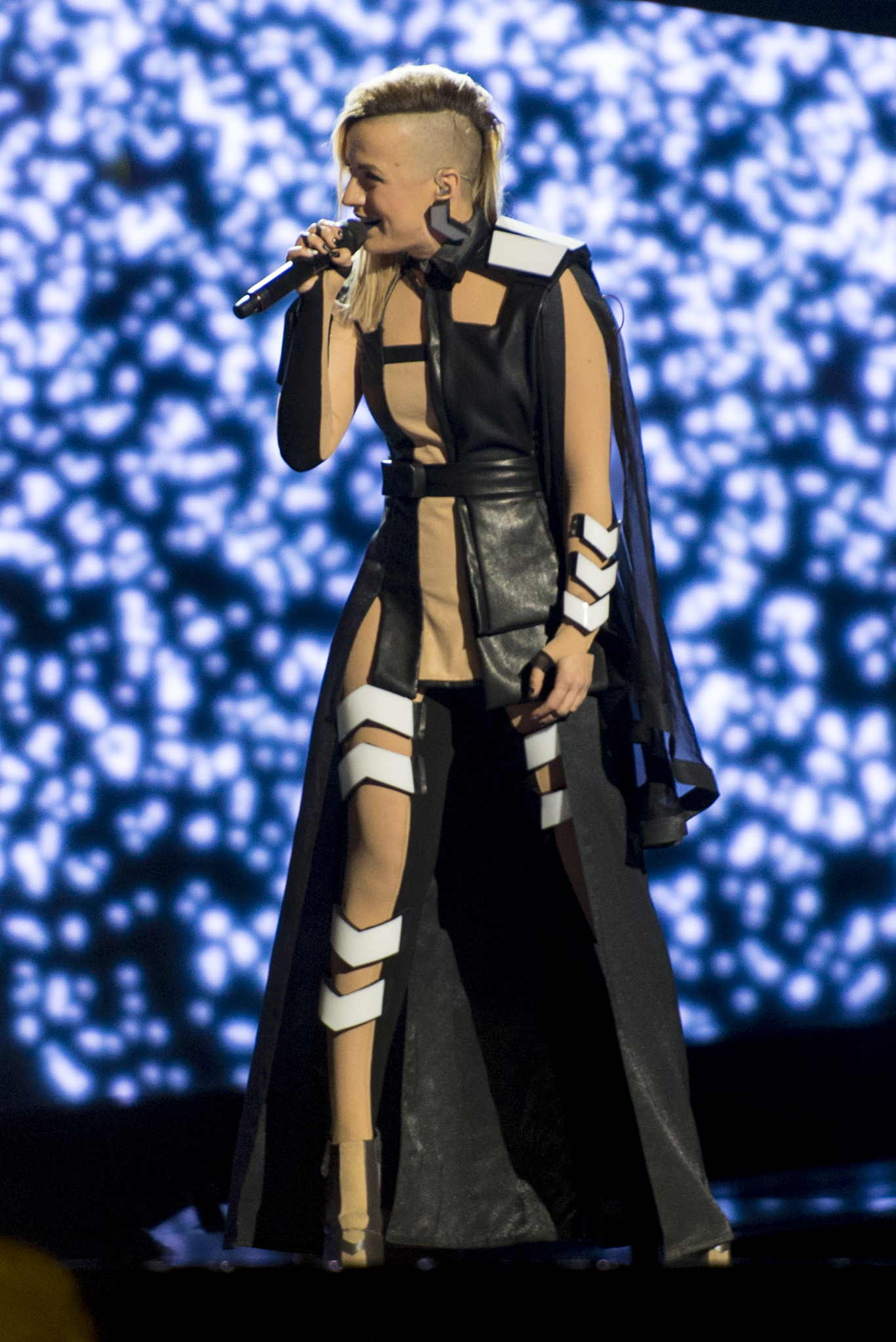
A 2016-os Eurovíziós Dalfesztiválon

Poli Genova gyermekként ismert lett Bulgáriában, amikor csatlakozott a Bon-Bon nevű gyermekegyütteshez, amely 2007-ben a Junior Eurovíziós Dalfesztiválon képviselte a balkáni államot, de akkor már Poli nélkül. Az énekesnő már többször próbálkozott kijutni a dalversenyre; 2005-ben döntős volt a Melody együttessel a bolgár nemzeti döntőn, 2009-ben pedig a második helyet szerezte meg a végleges induló, Krassimir Avramov mögött. Az akkori versenydala, az azóta slágerré lett One Lifetime Is Not Enough volt, melynek hallatára még Beyoncé is elsírta magát. 2011-ben Na inat című dalával megnyerte a bolgár dalválasztó műsort. Ugyanebben az évben a debütáló albumán dolgozott producerével és énektanárával, Rozi Karaszlavovával, aki már 1997 óta segíti Polit.
2011. február 23-án Poli Genova megnyerte a Na inat című dalával a bolgár nemzeti döntőt, ezzel elnyerte a jogot, hogy ő képviselje Bulgáriát a 2011-es Eurovíziós Dalfesztiválon Düsseldorfban. A dalfesztiválon a második elődöntőben lépett színpadra, azonban nem sikerült kvalifikálnia magát a döntőbe.
2015. november 21-én ő volt a házigazdája a szófiai rendezésű Junior Eurovíziós Dalfesztiválnak.
2016. február 19-én a BNT bolgár közszolgálati televízió bejelentette, hogy a 2016-os Eurovíziós Dalfesztiválon is Poli Genova képviseli az országot Stockholmban. If Love Was a Crime című dalával az elődöntőből az ötödik helyen kvalifikált a döntőbe, ahol minden idők második legjobb bolgár eredményét elérve a negyedik helyen végzett, 307 pontot összegyűjtve. Érdekesség, hogy a dal szerzői között van a magyar Johnny K. Palmer is.